# Räppe
Räppe är en stadsdel i Växjö, Kronobergs län, med 1 165 invånare år 2010 och en nerlagd station vid järnvägen Växjö–Alvesta. Räppe ligger vid Helgasjöns södra utlopp på den smala midjan mellan Helgasjön och Norra Bergundasjön.

## Historia
Här skedde tidigare omlastning mellan järnväg och Räppe kanal som står i förbindelse med Helgasjön.
Sedan den första kvarnen byggdes i Helgevärma 1558 har verksamheter av olika slag och medföljande transportvägar format det omgivande landskapet. Idag skärs och avgränsas Räppe av ett flertal större vägar, på både den regionala och den lokala väg- nätsnivån, av järnvägen och av Räppe kanal. De delar stadsdelen i tre mindre områden, Bergsnäs, Helgevärma och Räppe, och begränsar rörelsen mellan dem. Under 1950-talet sköt Räppes expansion fart och under 1950- till -70-tal växte det ut till sin nutida form. Bergsnäs som fortfarande är en viktig port till Växjö ligger längs Stora vägen omgivet av villakvarter och småskaliga hyreshus. Villakvarter växte också upp längs Räppe kanal liksom i de södra delarna längs väg 23.

## Samhället
Räppe är känt för sin stärkelsefabrik, Reppe AB, som lades ner 2019, och sitt fotbollslag Räppe GOIF (herrlaget spelar i div 2 2020). Övriga verksamheter i Räppe är Pär Lagerkvist förskola och Pär Lagerkvistskolan. Pär Lagerkvistskolan är verksam i årskurs F–9. Den tidigare skolan, Bergundaskolan, revs 2018. Coop och Alwex har ett större (frys)lager i stadsdelen. 

## Nytt akutsjukhus
Region Kronoberg fattade i mars 2022 ett beslut om att bygga ett stort nytt sjukhus med 270 vårdplatser i Räppe.

## Räppe kanal
Denna kanal och Asa kanal är de enda delarna som byggdes av det storstilade projektet Kronobergs kanal. 
Hösten 1870 blev denna kanaldel färdig. Tio år senare fanns nya planer på en utvidgning av kanalsystemet. Man planerade en kanal in till Växjö stad via Norra Bergundasjön, Södra Bergundasjön och Växjösjön och en kanal från Helgasjön till Tolgsjön och Asasjön och dessutomen kanal till sjöarna Örken och Madkroken. Av dessa planer förverkligades under åren 1885 till 1888 endast en förbindelse, och den mellan Helgasjön, Tolgsjön och Asasjön. Åby sluss byggdes och ån mellan Tolgsjön och Asasjön rensades upp. Slussen togs i bruk 1887 och är ännu i bruk i så gott som originalskick.